# Augustinus von Canterbury

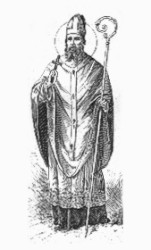
Augustinus von Canterbury

Augustinus von Canterbury († 26. Mai 604 traditionell oder – nach William Thorne – 605) war der erste Erzbischof von Canterbury. Er wurde von Papst Gregor I. im Jahr 597 zu Æthelberht, dem König von Kent im südlichen England, gesandt, wobei er von Laurentius von Canterbury, dem späteren zweiten Erzbischof, begleitet wurde. Er gilt als der „Apostel der Angelsachsen“. Augustinus wurde heiliggesprochen; sein Gedenktag ist in der römisch-katholischen Kirche der 27. Mai, in der evangelischen, anglikanischen und orthodoxen Kirche der 26. Mai. Er ist nicht zu verwechseln mit dem bekannteren Kirchenvater Augustinus von Hippo.

## Leben
Æthelberhts Ehefrau Bertha, die Tochter des Merowingerkönigs Charibert I., war Christin. Sie hatte ihren Kaplan Liudhard mit auf die Insel gebracht, um in Canterbury eine Kirche errichten oder eine aus römischer Zeit restaurieren lassen, die sie dem heiligen Martin von Tours, einem der Hauptpatrone der fränkischen Königsfamilie, weihte. Æthelberht selbst war Heide, erlaubte aber seiner Frau, ihre christliche Religion auszuüben. Wohl unter ihrem Einfluss bat Æthelberht Papst Gregor um die Entsendung von Missionaren für sein Reich.
Gregors Wahl fiel auf den Benediktinermönch Augustinus, der im Jahr 596 Vorsteher (praepositus) des Andreas-Klosters in Rom war, das Papst Gregor selbst gegründet hatte. Er schickte ihn an der Spitze von 40 Mönchen aus, um bei den Angelsachsen zu missionieren, sowie ein zweites Mal, als Augustinus nach einem halbherzigen Start nach Rom zurückkehrte und den Papst bat, die Mission aufzugeben. Augustinus wurde unterwegs im Frankenreich zum Bischof geweiht. Im Frühjahr des Jahres 597 landeten Augustinus und seine Begleiter auf der Isle of Thanet.
Æthelberht erlaubte den Missionaren, sich in Canterbury niederzulassen und dort zu predigen. Die Überlieferung sagt, dass Augustinus ihn nur wenige Tage nach seiner Ankunft in Kent taufte, obwohl ein Brief Gregors an Bertha nahelegt, dass dies nicht vor dem Jahr 601 geschehen sein kann.
Æthelberht sandte einen Bericht über seinen Erfolg an Gregor mit Fragen zu seiner Arbeit. Im Jahr 601 brachten Mellitus, Justus und andere die päpstliche Antwort mit dem Pallium für Augustinus (d. h. der Ernennung zum Erzbischof), heiligen Gefäßen, Kleidung, Reliquien, Büchern. Gregor befahl dem neuen Erzbischof, so bald als möglich zwölf Weihbischöfe zu ordinieren, einen Bischof nach York zu senden, der ebenfalls zwölf Weihbischöfe haben sollte – ein Plan, der nicht ausgeführt wurde, ebenso wenig wie den erzbischöflichen Sitz in London zu nehmen, wie Gregor beabsichtigte. Augustinus machte Mellitus zum Bischof von London und Justus zum Bischof von Rochester.
Umsetzbar waren dagegen die Aufträge des Papstes bezüglich der heidnischen Tempel und Bräuche: Die ersteren sollten christliche Kirchen werden, die letzteren, so weit wie möglich, umgewidmet werden in Märtyrerfeste, da „derjenige, der in luftige Höhen klettern will, schrittweise steigen muss, nicht springen“ (Brief von Gregor an Mellitus, in Beda, i, 30).

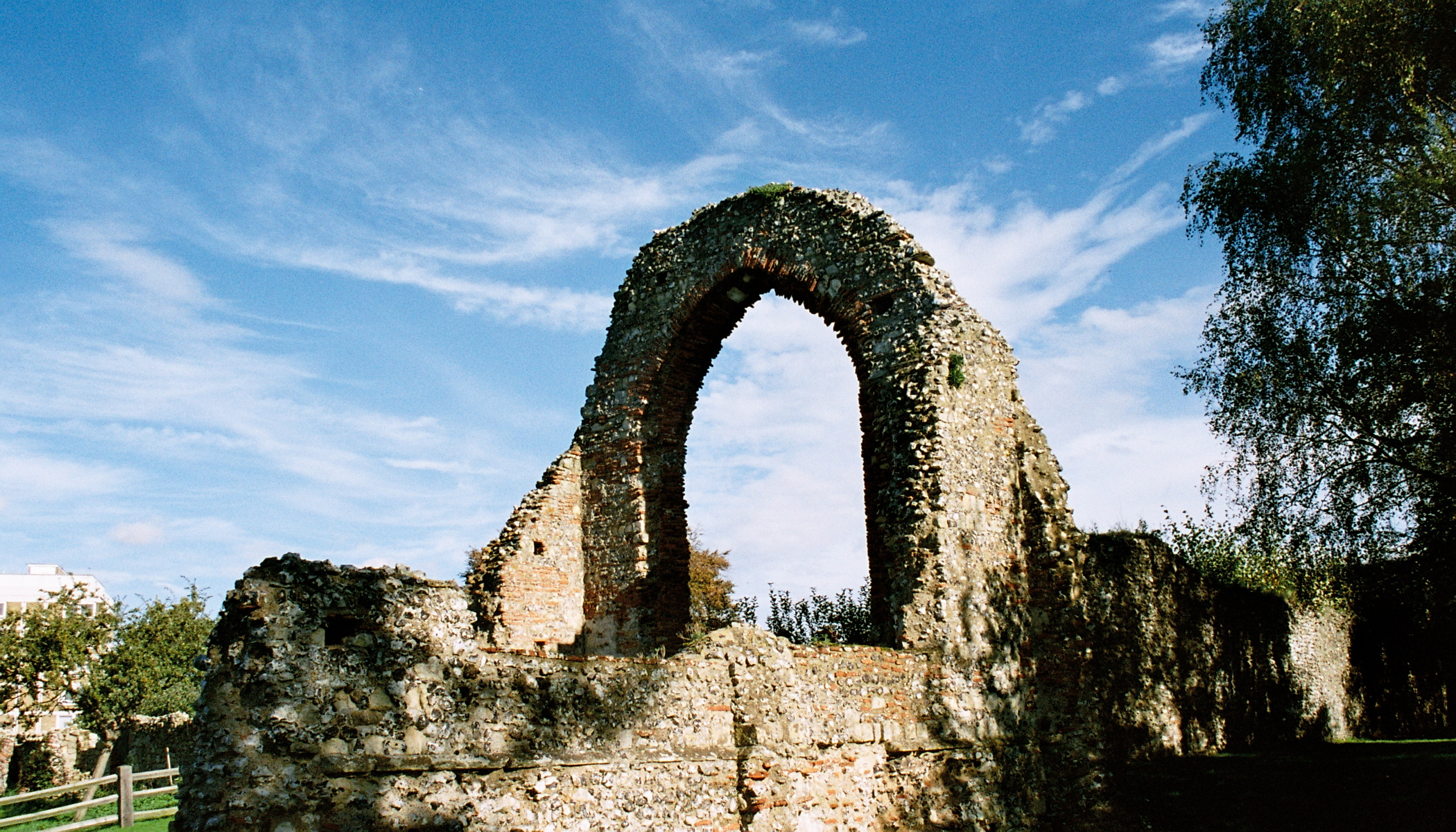
Ruine der Abtei St. Augustinus in Canterbury

Augustinus ließ eine alte Kirche in Canterbury als seine Kathedrale wieder aufbauen, neu weihen und dazu ein Kloster gründen. Ein zweites Kloster wurde St. Peter und St. Paul außerhalb der Stadtmauern. Diese Benediktiner-Abtei wurde später, im Jahr 978, dem inzwischen heiliggesprochenen Augustinus gewidmet.
Seine Versuche, die keltische Kirche in Wales zu übernehmen, schlugen fehl.

## Darstellung
Augustinus von Canterbury wird meist als Bischof dargestellt; seltener sind Darstellungen als Mönch.